# Tricia Wright
Tricia Wright (Epping, 1 september 1958) is een vrouwelijke dartsspeler uit Engeland.
Wright nam deel aan de eerste PDC Women's World Darts Championship 2010. Ze haalde de finale maar verloor van de Amerikaanse Stacy Bromberg met 5-6, ondanks het feit dat ze vier darts had om de finale te winnen. Ze speelde mee om de Grand Slam of Darts 2010, maar verloor alle 3 de wedstrijden in haar groep met Raymond van Barneveld, Darryl Fitton en Colin Lloyd.
Wright was een van de drie dames die uitgenodigd waren om te spelen op de PDC ProTour 2011, samen met Bromberg en Anastasia Dobromyslova, maar de PDC besloot om de PDC Women's World Championship te laten vallen. Na kwalificatie voor de Grand Slam of Darts besloten ze om terug te gaan naar de BDO zonder een enkele PDC-evenement te spelen.
In 2009 speelde Wright de finale om de Zuiderduin Masters. Ze verloor de finale van Julie Gore uit Wales met 0-2.

## Resultaten op Wereldkampioenschappen

#### PDC
- 2010: Runner-up (verloren van Stacy Bromberg met 5-6 in legs)

#### BDO
- 2018: Laatste 16 (verloren van Lorraine Winstanley met 0-2 in sets)